# John Arch

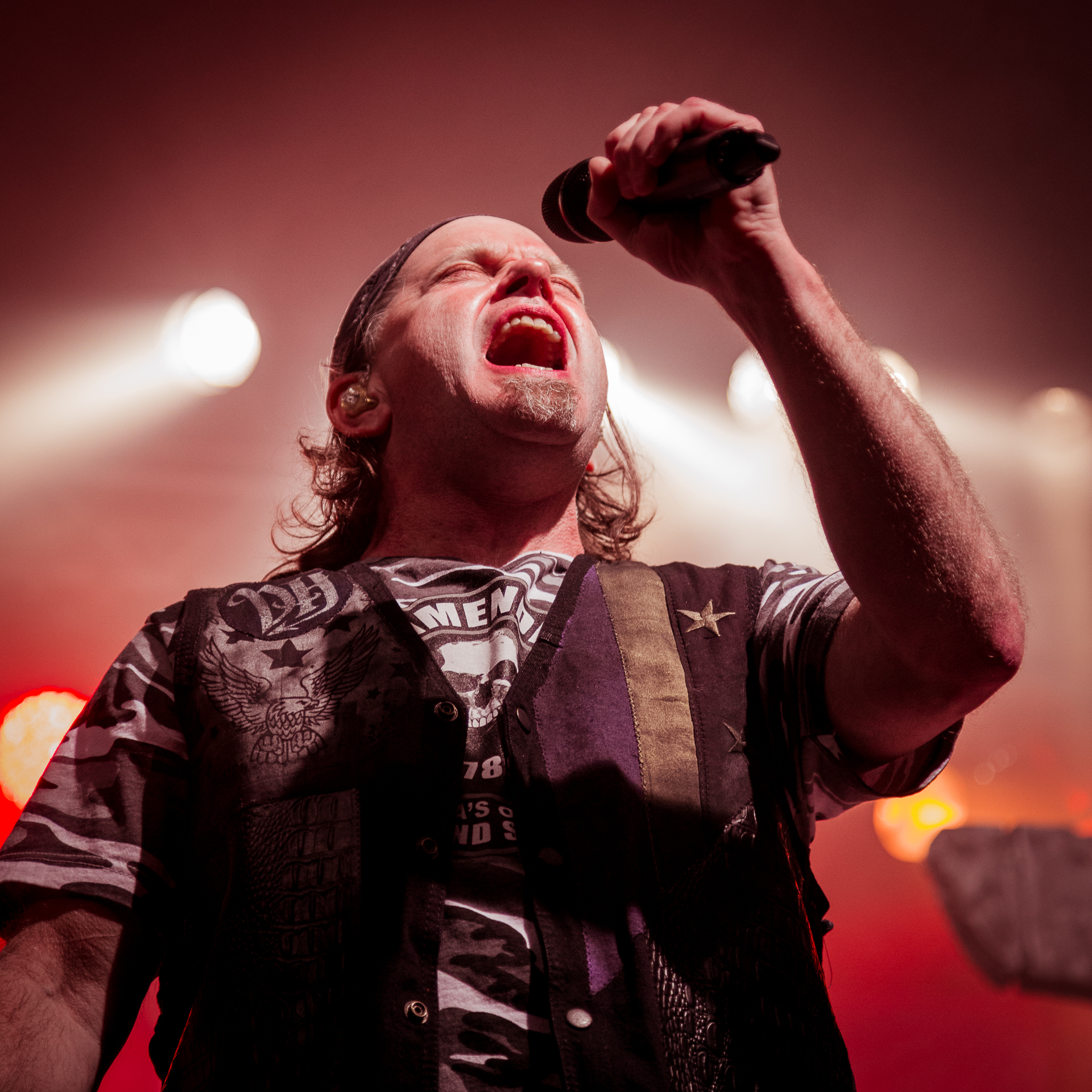
John Arch mit Fates Warning (2016)

John Arch (* 1959 in Colorado Springs als John Maurice Archambault) ist ein US-amerikanischer Metal-Sänger, der v. a. als Gründungsmitglied von Fates Warning bekannt ist.

## Biografie
Er gründete Fates Warning 1982 mit Jim Matheos, Victor Arduini, Joe DiBiase und Steve Zimmerman in Connecticut und sang auf den drei ersten Alben der Band. Darauf entwickelten Fates Warning ihren Stil von Heavy Metal unter Iron-Maiden-Einfluss zu einem frühen, aber wegweisenden Progressive Metal. Nach der Veröffentlichung von Awaken the Guardian verließ Arch im November 1986 die Band, die ihn durch Ray Alder ersetzte.
Arch kehrte für die folgenden 17 Jahre der Musik den Rücken, bevor er 2003 überraschend eine Solo-EP bei Metal Blade Records veröffentlichte. A Twist of Fate wurde mit Jim Matheos, Joey Vera (Armored Saint, Fates Warning) und Mike Portnoy (ex-Dream Theater) eingespielt und von der Presse äußerst positiv aufgenommen. Arch, Matheos und Vera setzten 2010 ihre Zusammenarbeit in dem Projekt Arch / Matheos fort, das mit Frank Aresti (Fates Warning) und Bobby Jarzombek (ex-Riot, Fates Warning) das Album Sympathetic Resonance veröffentlichte. Arch / Matheos traten beim Keep It True XV 2012 als Headliner auf. Beim Keep It True Festival XIX 2016 fand ein Auftritt von Fates Warning in der Bandbesetzung zu Zeiten von Awaken the Guardian statt.

## Diskografie

### Fates Warning
- 1984: Night on Bröcken
- 1985: The Spectre Within
- 1986: Awaken the Guardian
- 2017: Awaken the Guardian Live (DVD, 2CD)

### Solo
- 2003: A Twist of Fate (EP)

### Arch / Matheos
- 2011: Sympathetic Resonance
- 2019: Winter Ethereal